# Schirmeck
Schirmeck là một xã thuộc tỉnh Bas-Rhin trong vùng Grand Est đông bắc Pháp.

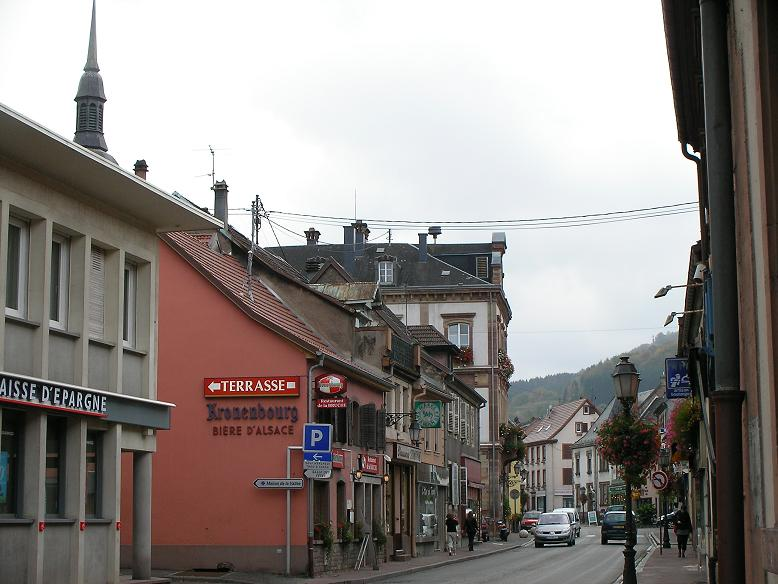
View west along the Grand-Rue